# Mohammed El-Kurd
Mohammed El-Kurd (arabisch محمد الكرد, DMG Muḥammad al-Kurd; geboren 15. Mai 1998 in Sheikh Jarrah, Jerusalem) ist ein palästinensischer Schriftsteller, Journalist und Aktivist. 2021 wählte die Zeitschrift Time ihn in die Liste der 100 einflussreichsten Persönlichkeiten des Jahres.

## Werdegang
El-Kurd wuchs im überwiegend palästinensisch geprägten Viertel Sheikh Jarrah in Ostjerusalem auf. Ostjerusalem ist seit 1967 von Israel besetzt. Im Alter von 11 Jahren, erlebte er mit, wie ein Teil des Hauses der Familie von israelischen Siedlern übernommen wurde. Als er 14 Jahre alt war, wandte er sich in einem offenen Brief an den US-Präsidenten Obama und schilderte ihm die nachteiligen Auswirkungen der teilweisen Inbesitznahme der Wohnstätten auf Familie, Nachbarschaft und Organisation des Gemeinwesens. Der Guardian druckte diesen Brief ab.
Ein Artikel (aktualisiert 2022) des Indian Express greift einen Beitrag El-Kurds aus dem Jahr 2016 mit dem Titel An Attempt at a Simple Understanding of Privilege heraus. Er wurde ursprünglich auf der Online-Plattform Medium veröffentlicht. El-Kurd reflektiert hier, wie er sein Aufwachsen unter Besatzung erlebte. Er schreibt, dass er ein komplett anderes Verständnis von Normalität entwickelt hatte. Er ordnete Kontrollpunkte, Militärangehörige, die ins Haus kommen und Decken wegnahmen, als Normalität ein. Bewegungsfreiheit und grundlegende Menschenrechte waren für ihn Luxus. Diese Normalität wurde nicht hinterfragt, da die Vergleichsmöglichkeit fehlte, so wurde das Bizarre und Außergewöhnliche für ihn zur alltäglichen Realität. Als er erkannte, wie Privilegien Menschen voneinander trennen, kam er in seinem Beitrag zu einem Fazit für sich, nämlich als Unterprivilegierter auf Grund seiner Nationalität, aber als privilegiert durch die ihm eröffneten Möglichkeiten, diesen Status konstruktiv zu nutzen und sich nicht in Selbstgefälligkeit und Verleugnung zu verrennen.
Mohammed el-Kurd studierte in New York Literatur im Masterstudiengang. Er erwarb einen Master of Fine Arts in Creative Writing vom Brooklyn College (CUNY) und einen Bachelor of Fine Arts in Writing vom Atlanta’s Savannah College of Art & Design (SCAD). Er verfasst Gedichte und Essays für internationale Zeitungen. Wegen des Gerichtsprozesses um das Haus seiner Familie kehrte er 2021 nach Jerusalem zurück.

## Rolle als politischer Aktivist
2009 zogen israelische Siedler in einen Teil des Hauses, in dem die Familie wohnt. Dies war der Anlass für den Dokumentarfilm My Neighbourhood von Julia Bacha and Rebekah Wingert-Jabi über Mohammed el-Kurd. Mohammeds Vater hatte das Haus ohne Genehmigung der israelischen Behörden gebaut, das Gebäude stand auf Abriss. Die Siedler aber durften 2009 dort einziehen. 2021 wandten sie sich nochmals an das Gericht und beanspruchten auch den Teil des Hauses, der den El-Kurds verblieben war.
Gemäß einem Urteil eines israelischen Bezirksgerichts von Anfang 2021 gehört das Grundstück, auf dem Mohammed El-Kurd mit seiner Zwillingsschwester Muna El-Kurd und anderen Familienmitgliedern in Sheikh Jarrah in Ostjerusalem lebt, der israelischen Siedlerorganisation Nahalat Shimon. Auch drei Nachbarfamilien sind betroffen. Über soziale Medien brachten die Geschwister ihren Fall an die Öffentlichkeit. Mohammed El-Kurd wurde zu einer der Galionsfiguren der palästinensischen Protestbewegung. Hunderttausende folgen ihm in den sozialen Medien. Die britische Tageszeitung The Times bezeichnete den Aktivisten als „Social Media Star“ und „weltberühmt“.
Die Betroffenen legten gegen das Urteil des Bezirksgerichts Einspruch beim Obersten Gericht Israels ein. Mehrmals wurde die Anhörung dazu vertagt, was mit der angespannten politischen Situation in Zusammenhang gebracht wird: Die möglicherweise nach einer Entscheidung anstehenden Räumungen hatten bereits im Vorfeld wochenlange Proteste zur Folge gehabt und werden als einer der Auslöser für den 11-tägigen Konflikt zwischen Hamas und Israel in Gaza im Mai 2021 gesehen. Wiederholt hatte das US-Außenministerium sich angesichts der Pläne besorgt gezeigt.
Die Richter schlugen einen Kompromiss vor: Die palästinensischen Familien sollten gegen eine niedrige Miete die Garantie erhalten, mindestens 15 Jahre in den Gebäuden wohnen bleiben zu können. Im Gegenzug sollten sie den Eigentumsanspruch der israelischen Siedler anerkennen. Der Vorschlag wurde von den betroffenen Familien mit der Begründung abgelehnt, es handle sich um „den Kolonialismus von Siedlern“. Im März 2022 hob der Oberste Gerichtshof Israels die Ausweisungsbefehle in Sheikh Jarrah auf. Die Überprüfung der Eigentumsrechte wurden auf ein zukünftiges Verfahren verschoben,
Am 6. Juni 2021 wurde Muna El-Kurd von den israelischen Sicherheitsbehörden vorübergehend festgenommen, befragt und später wieder freigelassen. Ihr wurde vorgeworfen, an Aufständen teilgenommen zu haben. Als ihr Bruder von der Festnahme erfuhr, begab er sich zu den Behörden. Auch er wurde verhört und wie seine Schwester anschließend freigelassen.
El-Kurd unterstützt die Initiative Strike Germany.
Im Oktober 2024 gehörte El-Kurd zu den Unterzeichnern eines Aufrufs zum Boykott israelischer Kulturinstitutionen, „die an der überwältigenden Unterdrückung der Palästinenser mitschuldig sind oder diese stillschweigend beobachtet haben“.

## Schriftstellerisches und journalistisches Wirken
Mohammed El-Kurd ist der allererste Palästina-Korrespondent des Magazins The Nation. Außer für The Nation hat er Beiträge für The Guardian, This Week In Palestine, Al-Jazeera English und andere verfasst.
Im Jahr 2019 brachten er und die Oud-Spielerin Clarissa Bitar das Album Bellydancing on Wounds bei Rosewater Records heraus. Während El-Kurd seine Texte in Gedichtform spricht, werden sie von Bitar musikalisch interpretiert.
Sein Debüt als Dichter hatte er im Jahr 2021 mit dem Werk Rifqa. Die Gedichte sind Sehnsuchtsgedichte. Sehnsucht nach einer unbeeinträchtigten Kindheit, nach Zuhause, nach Lachen. Sie sind in das allgegenwärtige Verlangen der Palästinenser nach Befreiung eingebettet.
Zu dem Buch Against Erasure- A Photographic Memory of Palestine Before the Nakba (2024) schrieb El-Kurd das Vorwort. Das Buch stellt anhand zahlreicher Photos das historische Palästina von 1890 bis in die frühen 1950er Jahre vor.

## Auszeichnungen
Mohammed El-Kurd wurde vom Time Magazine zusammen mit seiner Zwillingsschwester Muna El-Kurd als eine der hundert einflussreichsten Persönlichkeiten des Jahres 2021 ausgewählt bzw. auf die Liste Time 100 gesetzt. Die Jury würdigte damit die Online-Posts und Medienauftritte des Geschwisterpaars, die der Welt einen Einblick in den Besatzungsalltag von Ostjerusalem gewährten. Die Rhetorik in Bezug auf Israel und Palästina erfuhr dadurch auf internationaler Ebene eine Wandlung. Als bekannteste Stimme der Menschen, die vom Verlust ihrer Häuser in Sheikh Jarrah bedroht waren, inspirierten sie mit ihren Graswurzelaktionen die palästinensische Diaspora weltweit zu Protesten.
Ebenfalls im Jahr 2021 wurde er zum Fellow auf dem Gebiet cultural freedom der Lannan Foundation erwählt. Im Jahr 2022 wurde er mit dem Arab American Civil Council's “Truth in Media” Award, verliehen von the Arab American Civil Council ausgezeichnet. 2023 wurde er zum Fellow der Civic Media at the Annenberg Innovation Lab der University of Southern California gewählt.
Im Februar 2023 hielt El-Kurd die Vorlesung Perfect Victims and the Politics of Appeal anlässlich der Edward Said Memorial Lecture der Princeton University. In diesem Vortrag ging er der gleichen Frage, die bereits Edward Said bewegt hat, nach, nämlich wer das Recht hat, zu erzählen und kommentieren. Gleichwohl in den anglophonen Medien eine größere Sichtbarkeit von Palästinensern beobachtbar ist, kommt El-Kurd zu der Einschätzung, dass eine Berichterstattung von bestimmten Faktoren abhängt. Während tote Palästinenser möglichst ethnozentrisch „außergewöhnlich“ sein sollten und ihr Tod besonders gewalttätig, sind bei lebenden Palästinensern „perfekte“ Opfereigenschaften wie Fügsamkeit und idealerweise ein amerikanischem Akzent für eine Berichterstattung bedeutsam. In seinem Vortrag untersuchte Mohammed El-Kurd dieses Phänomen.